# Hajo von Nesse

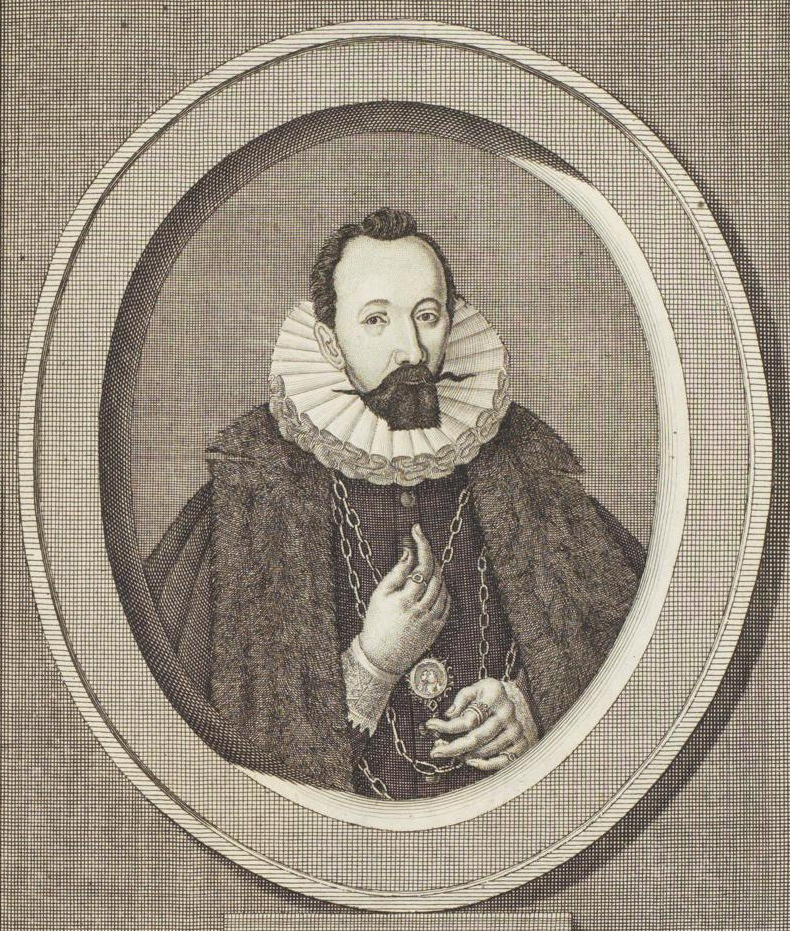
Hajo von Nessen
(In: Ernst Joachim von Westphalen: Monumenta Inedita Rerum Germanicarum Praecipue Cimbricarum Et Megapolensium …, T. 3. Leipzig 1743, nach Sp. 1374.)

Hajo von Nesse, auch Hajo von Nessen, (* 23. September 1562 in Nesse, Ostfriesland; † 28. März 1620 in Schwerin) war ein deutscher Rechtswissenschaftler, Hochschullehrer und mecklenburgischer Kanzler.

## Leben
Hajo von Nesse entstammte der ostfriesischen Adelsfamilie Aldringa von Nesse und war ein Sohn des Anton Hajo von Nesse, Gutsbesitzer und Drost in Aurich, und dessen Frau Gesa (Gesche) Westerhausen. Unterrichtet wurde er in Aurich von Johannes Ligarius, dem lutherischen Hofprediger des Grafen von Ostfriesland Edzard II. gemeinsam mit dessen Sohn Enno III. 1582 begann er an der Universität Rostock ein Studium der Rechtswissenschaften. Nach weiteren Studien ab Dezember 1585 an der Universität Helmstedt folgte am 1. Oktober 1590 in Rostock die Promotion zum Doktor der Rechte (J.U.D.). 1593 wurde er dort an der Juristischen Fakultät zum herzoglichen außerordentlichen Professor der Rechte berufen, 1602 folgte die Ernennung zum ordentlichen Professor der Rechte/Pandekten als Nachfolger des verstorbenen Johannes Albinus. 1606 und 1609/10 war er Dekan der Juristischen Fakultät.
Daneben war er bereits ab 1590 nacheinander Kanzler der mecklenburgischen Herzoge Ulrich und Sigismund August, dann der verwitweten Herzogin Sophie und ab 1595 im Vormundschaftsrat der Erben des Herzogtums Mecklenburg, Adolf Friedrich I. und Johann Albrecht II. Auch an der Zweiten Mecklenburgischen Hauptlandesteilung in Mecklenburg-Schwerin (Adolf Friedrich I.) und Mecklenburg-Güstrow (Johann Albrecht II.) war er 1621 beteiligt.
In der Funktion des Kanzlers von Mecklenburg-Schwerin war er für die allgemeine Landesverwaltung zuständig. Als Kanzler hatte er vielfältige Aufgaben zu bewältigen, so sollte er sich um die Kammergerichts- und anderen Amtssachen kümmern sowie um Reichs- und Kreisangelegenheiten. Außerdem hatte er dem Hofgericht beizuwohnen, im Innern Visitationen durchzuführen und auf Gesandtschaftsreisen zu gehen. Aus seiner Feder stammte eine Hof- und eine Kanzleiordnung. Sein herrisches Wesen führte häufig zu Konflikten, sowohl mit den Ständen, als auch mit dem Herzog Adolf Friedrich I., wie dessen Tagebüchern zu entnehmen war.
Hajo von Nesse heiratete 1592 Anna Schönermarck (1577–1652), die Tochter des herzoglichen Rats und Land-Rentmeisters Joachim Schönermarck (1542–1600) und dessen Frau Anna Kassebohm (1545–1593). Ihr Bruder war Joachim Schönermarck, Dr. iur. utr., Professor der Institutionen in Rostock und Assessor am Hof- und Landgericht sowie beim Konsistorium. Der Ehe entstammten zehn Kinder. Nach Hajo von Nesses Tod wurde die Leiche zur Beisetzung nach Rostock überführt. Die Bestattung fand am 12. April 1620 statt, die Trauerrede wurde von Thomas Lindemann gehalten, dem Rektor der Universität.